# Florica Dimitriu
Florica Dimitriu (n. 8 decembrie 1915, Iași – d. 23 decembrie 1993, București) a fost o compozitoare și dirijoare română. A fost prima femeie din România care a obținut o diplomă de dirijor de orchestră.

## Biografie
La Conservatorul din Iași (1935-1938;1940-1942) a studiat cu următorii profesori: Sofia Teodoreanu teorie-solfegii, Alexandru Zirra-armonie, Constantin Georgescu-contrapunct, compoziție, istoria muzicii, Antonin Ciolan-dirijat orchestră, Eliza Ciolan-pian, Radu Constantinescu-muzică de cameră. În perioada 1938-1939 a studiat pianul la Conservatorul din Viena.Paralel a urmat Facultatea de Litere, secția franceză și greacă, din Iași (1935-1936).
Între 1940-1941 a fost pianist-corepetitor la Opera din Iași, din 1942 până în 1944 a fost bibliotecar muzical la Conservatorul ieșean și asistent-corepetitor la canto. A deținut un post de suplinitor la catedra de cor și orchestră (1943-1944) la conservator.
A fost dirijor de cor la Biserica „Sf. Spiridon” din Iași în perioada 1942-1944. 
Între anii 1945-1952 a fost maestru de sunet la Radiodifuziunea Română, apoi, între 1952-1953 șef al resortului formațiilor Radio, director muzical adjunct (1953-1954) și regizor muzical la Radioteleviziunea română din 1954.
În perioada 1964-1967 a fost profesoară de muzică de cameră la Liceul muzical nr. 1 București, iar din 1967 profesoară de orchestră la Liceul muzical nr. 2 București.
A dirijat prima orchestră simfonică de femei din România (8 martie 1970).

## Opera
Muzică vocal-simfonică:
- Luminile Bicazului (1948), pentru solist, cor de copii și orchestră mică (în colaborare cu Florin Dimitriu);
- Cântec pentru viață nouă (1951), cantată pentru soliști, cor mixt și orchestră (în colaborare cu Florin Dimitriu);
- Ancearul (1956), poem pentru bariton și orchestră.

Muzică simfonică:
- Cinci miniaturi pentru orchestră mică (1950);
- Romanță (1955), piesă lirică pentru orchestră;
- Dans moldovenesc nr. 2 pentru orchestră (1956);
- Triptic simfonic (1972), pentru orchestă mare;
- Baladă pentru violoncel și orchestră (1978).

Muzică de film:
- Poveste cu 3 ursuleți (1952), muzică pentru desene animate (în colaborare cu Florin Dimitriu), regia Maty Aslan și Iulian Hermeneanu;
- Ariciul răutăcios (1955), muzică pentru desene animate (în colaborare cu Florin Dimitriu), regia Ion Popescu-Gopo.

Muzică de cameră:
- Suită pentru pian (1948);
- Suită în stil Românesc pentru pian (1949);
- 5 miniaturi pentru pian (1950);
- Cântec pentru țara mea (1975), piesă pentru flau și pian

Muzică corală: Prisaca (1960), suită de cântece pentru copii și pian, versuri de Tudor Arghezi.
Muzică vocală:
- Jocul anotimpurilor (1951), Mică suită de cântece pentru voce și Pian, versuri de Daniela Miga;
- Întrebarea (1954), pentru voce și pian, versuri de Octavian Goga;
- Gospodina (1954), pentru voce și pian, versuri de Otilia Cazimir;
- De pe-o bună dimineță (1955), pentru voce și pian, versuri de Octavian Goga;
- Frumoasă ești pădurea mea (1955), pentru voce și pian, versuri de George Topârceanu;
- Florea (1957), pentru voce și pian, versuri de A. S. Pușkin, traducere de George Lesnea;
- Ecou de romanță (1957), pentru voce și pian/orch., versuri de George Bacovia;
- Semnul rozelor (1958),  pentru voce și pian/orch., versuri de Mihail Codreanu;
- Apus (1973), pentru voce și pian, versuri de Octavian Goga;
- Lacul (1984), pentru voce și pian, versuri de Mihai Eminescu;
- Peste vârfuri (1985), pentru voce și pian, versuri de Mihai Eminescu;
- O, rămâi (1986), pentru voce și pian, versuri de Mihai Eminescu.[2]

Muzică ușoară: Ecou de romanță (1957), vals pentru voce și pian/orchestră, versuri de George Bacovia.

## Distincții
- Ordinul Meritul Cultural clasa a IV-a (12 septembrie 1968) „pentru merite deosebite în activitatea muzicală”[3][1]